# Dancing in the Shadows
Dancing in the Shadows är Trance Dances andra studioalbum, utgivet 1988. Låtarna "Don't Say Go" och "You're Gonna Get It" nådde bägge andraplatsen på Sverigetopplistan.

## Låtlista

### Sida A
1. You're Gonna Get It
2. Don't Say Go
3. Joy Toy
4. Hole in the Wall
5. Jungleland

### Sida B
1. Dancing in the Shadows
2. Automatic
3. Emergency
4. Pickin' Up the Pieces
5. Faroutaway

## Medverkande
- Ben Marlene – sång
- Pelle Pop – gitarr
- Susanne Holmström – sång, bakgrundssång
- Yvonne Holmström – sång, bakgrundssång
- P.J. Widestrand – keyboards
- John Stark – elbas
- Sören Johanssen – trummor